# Халфин, Элиэзер
Элиэзер Халфин (также Хальфин, ивр. אליעזר חלפין‎; 18 июня 1948, Рига — 6 сентября 1972, Фюрстенфельдбрук, Бавария) — советский, затем израильский спортсмен, убитый в ходе теракта на мюнхенской Олимпиаде 1972 года.

## Биография
Родился в Риге; первая семья его отца погибла в Рижском гетто. С 10 лет занимался вольной борьбой, высшее достижение в СССР — четвёртое место на чемпионате СССР среди юниоров.
В 1969 году эмигрировал в Израиль, где присоединился к спортивному обществу «Хапоэль» и был включен в состав национальной команды по борьбе. Занял 2-е место на международном турнире в Бухаресте (1971 год), 3-е на турнире в Греции (1972 год). В начале 1972 года официально получил израильское гражданство, прошёл военную службу, получил квалификацию механика в фирме «Фольксваген».
На мюнхенской олимпиаде выступал в лёгком весе (до 68 кг). 27 августа уступил турецкому спортсмену Али Шахину, во втором раунде 28 августа победил индийца Джагрупа Сингха, в третьем, 29 августа, проиграл представителю Венгрии Йожефу Ружняку и выбыл из дальнейших соревнований.
Остался в Мюнхене, чтобы поддержать товарищей по команде. В ночь с 4 на 5 сентября 1972 года в Мюнхене Халфин вместе с другими членами израильской олимпийской команды был захвачен в заложники боевиками палестинской террористической организации «Чёрный сентябрь». 6 сентября он был вывезен на аэродром Фюрстенфельдбрук и там во время неудачной попытки освобождения убит террористами — в вертолёт, где он находился, была заброшена граната.
Похоронен на кладбище Кирьят Шауль в Тель-Авиве.

Члены олимпийской сборной Израиля 1972 года, сфотографированные перед отбытием в Мюнхен. 11 захваченных в заложники и убитых: 1) судья по борьбе Йосеф Гутфройнд (врезка), 40 лет; 2) тренер по борьбе Моше Вайнберг, 33; 3) штангист Йосеф Романо, 31; 4) штангист Давид Бергер, 28; 5) штангист Зеев Фридман, 28; 6) борец Элиэзер Халфин, 24; 7) тренер по лёгкой атлетике Амицур Шапира, 40; 8) тренер по стрельбе Кехат Шор, 53; 9) борец Марк Славин, 18; 10) тренер по фехтованию Андре Шпитцер, 27; и 11) судья по тяжёлой атлетике Яаков Шпрингер, 51.

## Образ в кино
- «Мюнхен» / «Munich» (Франция, Канада, США; 2005) режиссёр Стивен Спилберг, в роли Элиэзера — Оззи Бек.